# Кекец
Кекец је књижевни и филмски лик лик који је креирао словеначки писац Јосип Вандот. Први пут се појављује у дечјој причи Кекец на злом путу (словен. Kekec na hudi poti), коју је Вандот објавио 1918. године. Кекец је био омиљени југословенски јунак, култна фигура свих генерација. Његовим именом били су брендирани биоскопи, дечја конфекција, паштета, часописи и други производи. Према овим приповеткама словеначки режисер Јоже Гале снимио три филма. Први филм, Кекец, снимљен 1951. године, је следеће године на фестивалу у Венецији освојио Златнога лава за дечји филм.

## Опис лика Кекеца
Кекец је неустрашиви и весели дечак, чобанин, који доживљава бројне авантуре док чува своје стадо на планинским пашњацима. Он улази у ове авантуре због своје радозналости, доброте и храбрости. При томе се свим силама труди да помаже људима и чини добра дела и то са много успеха. Кекец је шаљивџија, понекад чак и комичан, али када је то потребно озбиљан, одлучан, одговоран и поштен.
Све што је амерички психолог Бруно Бетелхајм (1903 – 1990), у својој књизи Значење бајки, написао о сексуалности у бајкама, или руски филолог и фолклорист Владимир Јаковлевич Проп (1895 – 1970) у књизи Морфологија бајке, о обредима иницијације у скаскама може се наћи у причама о Кекецу. Обред иницијације је увек исти: јунак као дечак одлази у мрачну, опасну шуму, из ње се, после подвига од којег сви у селу имају користи, враћа као момак који је превазишао своје вршњаке и на кога и девојке гледају са милим осмехом. Целим својим путем он девојчице, било да се ради о његовој сестри или каквој заточеници код злог дива или код невољене чаробнице, ослобађа од страха и опасности, избављује их из опасних руку. Он све ради са лакоћом и осмехом. Рационалном подругљивошћу рашчарава шуме и празноверје, вештим доскочицама показује глупост и назадност својих противника, а природа је зла само за незналице и кукавице.

### Остали ликови
Као и у свим полу или потпуно измишљеним причама или бајкама, у причама о Кекцу сви ликови имају особине и карактеристике типичне за стварне људе. Поред Кекеца два главна лика су двоје његових пријатеља, кукавица Рожле и љубазна слепа девојка Мојца. Кроз своје авантуре Кекец се бори са злим дивљим ловцем Беданцем и злом бабом Пехтом. Међу осталим карактеристичним ликовима су повучени сакупљач биља Кособрин и ауторитативни старац Витранц.

## Појављивања

### Приповетке
Лик Кекеца се појављује у три приповетке Јосима Вандота:
- Кекец на злом путу (Kekec na hudi poti, 1918)
- Кекец на вучјем трагу (Kekec na volčji sledi, 1922) и
- Кекец изнад усамљеног понора (Kekec nad samotnim breznom, 1924).[8]

### Филмови
Словеначки режисер Јоже Гале снимио је, према мотивима из Вандотових приповедака, три филма. Први, снимљен 1951. године, постигао је највећи успех.
- Кекец (1951)[9] – рви словеначки и југословенски филм[10] који је награђен неким међународним признањем[2]
- Срећно, Кекец (Srečno, Kekec, 1963)[11] – први словеначки филм у боји[12]
- Кекецове смицалице (Kekčeve ukane, 1968)[13]

## Културолошки утицај
Многе генерације деце широм Југославије, које су стасавале у деценијама пре и после Другог светског рата, уживале су у причама о Кекецу. Како у књигама, тако и у филмовима. На Кекецову славу пресудно је утицало то што је 1951. режисер Јоже Гале снимио филм Кекец, који је на фестивалу у Венецији освојио Златнога лава за дечји филм. Кекец је био  формативни филм целе једне генерације, послератних пионира. Продор америчких филмова и стрипова потиснули су Кекеца из популарне дечје, тако да петнаестак година касније, када је Јоже Гале снимио још два филма о Кекецу, они више нису били тако важни.
Име Кекец носило је неколико часописа за децу. Најпознатији је био Борбин „забавник за младе од 7 до 77 година” Кекец, који је излазио од 1957. до 1990. године. Поред њега излазио је и Мали Кекец (1972–1990) и неколико школских листова.Кекец је (нарочито у Словенији) понекад био и генерички опис одрасле особе која је помало детињаста, смешна, једноставна, несташна, наивна или нешто слично томе. Упркос томе Кекец је данас постао важан део словеначке културне баштине и аутентични бренд. Према мотивима из Вандотових приповедака урађена је опера и балет за децу Kekec in škrat skovik. Од скоро се на Крањској Гори организује и туристичка тура Кекецова земља (Kekčeva dežela) која води посетиоце, кроз бројне авантуре, до Кекецеове кће. а 2024. године, у оквиру манифестације Кекецови дани, организована је и популарна игра Бекство из собе (енгл. Escape room) на отвореном, под називом Мисија Еликсир, инспирисана Кекецовим авантурама. Неке скијашке стазе на Крањској Гори носе имена јунака ових приповедака (Кекец, Рожле, Мојца 1 и Мојца 2).